# Leonera
Leonera (títol internacional: Lion's Den) és una pel·lícula argentina dramàtica de 2008 coescrita i dirigida per Pablo Trapero i protagonitzada per Martina Gusman. La història aborda la maternitat dins del sistema penitenciari. Va ser filmada en centres penitenciaris reals, com ara el d'Olmos, el Los Hornos, el de San Isidro i la flamant presó de dones de San Martín. La pel·lícula va ser part de la competència oficial del 60è Festival Internacional de Cinema de Canes de 2008.

## Argument
La història comença un matí de 2008, quan Julia (Martina Gusman) desperta enmig del seu departament colpejada i confosa envoltada de destrosses i sang, així i tot continua amb la seva rutina habitual. Quan torna a la nit la policia ingressa al departament trobant-la a ella al costat del cadàver de Nahuel, el seu nuvi amb el cos de l'amant d'aquest, Ramiro (Rodrigo Santoro) qui és reviscut pels paramèdics. Després d'això, detenen a Julia i la porten a una comissaria on l'informen que serà enjudiciada i portada a una presó fins que se substanciï el seu judici; durant la requissió mèdica que rep abans d'ingressar al penal descobreix que està embarassada.
Durant el seu sojorn en la presó, Julia resideix en un pavelló especial on es troba amb altres dones condemnades també embarassades, o ja amb els seus fills, nascuts al penal. En arribar, les seves companyes de presó ja sabien que ella havia assassinat al seu xicot i va intentar matar al seu amic, a través de Marta (Laura García), que amb el pas del temps arribaria a ser l'única amiga més pròxima que tindrà al seu costat. Després arriba Sofia (Elli Medeiros), la mare de Julia, qui des de feia uns anys residia a Espanya, que després d'assabentar-se de l'ocorregut mana a un advocat (Roberto Maciel) perquè realitzi la carpeta judicial i defensi Julia durant el judici on queda caratulado com a homicidi premeditat, per part de Ramiro que es va recuperar i va avançar amb la causa.
Finalment passats els 9 mesos, Julia dona a llum a un home, al qual anomena Tomás (interpretat majorment per Tomás Plotinsky), que l'acompanyaria fins als 4 anys amb ella al penal fins a definir la seva situació. Mentrestant, Sofía creu que Tomás hauria d'estar amb ella i no tancat al costat de Julia després de les reixes, alguna cosa que dividirà la relació mare i filla amb el transcurs dels fets.
Mentre Tomás creix, el citatori de Ramiro contra Julia comença i condemnen a Julia a 8 anys de presó. Un dia Tomás malalta i ha d'anar a un hospital. La mare de Julia assumeix com a tutora d'aquest, negant-se després a retornar-ho a la seva filla, la qual cosa provoca una reacció violenta de Julia en el penal, aconseguint que les seves companyes s'amotinin contra les autoritats per a reclamar que el director del penal intervingui en el cas.
Després d'una llarga audiència, Julia recupera a Tomás, fins i tot es beneficia amb sortides transitòries perquè pugui reinserir-se en la societat. En una de les sortides al departament de la seva mare, Julia embosca i tanca a aquesta al costat de l'oficial encarregada en la cuina i escapa amb el seu fill. Tots dos arriben a una parada d'òmnibus on viatgen a l'interior i en el mitjà del trajecte es troba amb Marta (que havia complert la seva condemna abans que Julia) qui els dona nova documentació i roba perquè puguin escapar a Paraguai. La pel·lícula acaba amb Julia i Tomás caminant en sòl paraguaià, parlant tranquils després de la seva fugida llarga i arriscada.

## Repartiment
- Martina Gusman com Julia Zárate.
- Laura García com Marta.
- Elli Medeiros com Sofía.
- Rodrigo Santoro com Ramiro Nieva.
- Tomás Plotinsky com Tomás.
- Roberto Maciel com l'Advocat de Sofia.
- Walter Cignoli com Períto Psicòleg.
- Leonardo Sauma com Ugo Casman.

## Significat del títol
En relació al títol d'aquesta producció, el director va assenyalar en una roda de premsa que, a l'Argentina, el terme “Leonera” significa “lloc de trànsit” i, en general, s'utilitza per a designar les zones de les presons per les quals els presos han de passar per a ser traslladats, bé dins o fora d'elles. A més, la Leonera és una gàbia en què es tenen tancats els lleons, o a les lleones quan estan embarassades i estan per parir, concepte que es detalla en la presó de dones on acaba Julia i dona a llum al seu fill.

## Repercussions i crítiques
Respecte a les primeres repercussions d'aquesta pel·lícula protagonitzada per Martina Gusman (l'esposa del director), cal dir que són moltes. Abans de desembarcar en el circuit comercial argentí, "Leonera" va ser presentada en el Festival de Cannes, on va ser elogiada i aplaudida. Com a prova de la bona repercussió obtinguda a Cannes, cal assenyalar alguns articles publicats en diferents mitjans internacionals. En el cas de la informació provinent d'AFP (França), per exemple, Leonera és presentada com una proposta "convincent comptada amb gran subtilesa i humanitat"; d'altra banda, el diari "La Vanguardia" (Espanya) va optar per definir-la com a "dura i sòlida", i per al diari "La Rioja" (Espanya), com a "realista, arriscada i valent".